# Jugoslaviens herrlandslag i basket
Jugoslaviens herrlandslag i basket representerade det tidigare Jugoslavien under dess år som kungarike och  socialistisk republik. Jugoslaviens basketförbund hade sitt säte i Belgrad.

## Olympiska spel
Vid olympiska spelen vann Jugoslavien guldmedaljen (1980), tog silver tre gånger (1968, 1976, 1988) och brons en gång (1984).

### Lista över medverkande
Som Socialistiska federativa republiken Jugoslavien
- 1960 – 6
- 1964 – 7
- 1968 – Silver
- 1972 – 5
- 1976 – Silver
- 1980 – Guld
- 1984 – Brons
- 1988 – Silver

## Världsmästerskap
Vid världsmästerskapet vann Jugoslavien tre guld (1970, 1978 och 1990), tre silver (1963, 1967, 1974) och två brons (1982, 1986).

### Lista över medverkande
Som Socialistiska federativa republiken Jugoslavien
- 1950 – 10
- 1954 – 11
- 1959 – Kvalade inte in
- 1963 – 2
- 1967 – 2
- 1970 – 1
- 1974 – 1
- 1978 – 1
- 1982 – 3
- 1986 – 3
- 1990 – 1